# São Francisco Xavier (Macao)
São Francisco Xavier (llamada oficialmente 聖方濟各堂區 / Freguesia de São Francisco Xavier) es una freguesia china de la Región administrativa especial de Macao.

## Geografía
La freguesia abarca la totalidad de la isla de Coloane.

## Historia
Desde la transferencia de gobierno en 1999 por parte de Portugal, las freguesias de Macao fueron mantenidas por China como meras divisiones regionales y simbólicas sin ningún poder administrativo.

## Demografía
Gráfica demográfica de la freguesia de São Francisco Xavier:
| Gráfica de evolución demográfica de São Francisco Xavier entre 2011 y 2021 |
|                                                                            |
| Datos aportados por la base de datos estadísticos de populación de Macao.  |

## Patrimonio
- Antiguo Templo de Tin Hau
- Avenida de Cinco de Outubro
- Capilla de San Francisco Javier de Macao
- Estatua de A-Má
- Iglesia de Nuestra Señora de los Dolores
- Playa de Hac-Sá
- Templo de Kun Iam
- Templo de Kun Iam
- Templo de Tam Kung
- Villa de Coloane